# Архиепископ српски Данило II
Свети Данило II, или Данило Пећки (око 1270 — 19. децембар 1337) био је православни 11. архиепископ српски, хришћански светитељ и књижевник.

## Биографија
Његово световно име пре монашења није забележено. Био је пореклом из властелинске породице. Био је у дворској служби код краља Милутина одакле је побегао у Кончулски манастир код Ибра, где га је игуман Никола замонашио и дао ново име Данило. Као јеромонах био је годину и по дана код архиепископа Јевстатија II. После тога је на сабору одржаном у Србији изабран за игумана Хиландара. У периоду 1307—1309. Хиландар и Света Гора су трпели нападе каталонских разбојничких чета. Тада је игуман Хиландара био Данило, у тим околностима више ратник, дипломата и управник него монах.
Половином 1311. године изабран је за епископа бањског и долази у Србију где као епископ надгледа завршетак радова на манастиру Бањска, задужбини краља Милутина. По завршетку градње, почетком 1315. године, повлачи се у Хиландар. Идуће, 1316. године, долази у Србију на позив краља Милутина, чија је жеља била да Данило постане нови српски архиепископ после смрти Саве III 16. јула 1316. године. Изборни сабор се састајао три пута и тек је 1317. за архиепископа изабран игуман хиландарски Никодим, Данилов ученик.
Данило је тада изабран за епископа хумског са седиштем у Бијелом Пољу, у Саборној цркви светих апостола Петра и Павла. Био је присутан када је умро краљ Милутин 29. октобра 1321. године и био је на његовој сахрани у манастиру Бањска. Пре тога је 8. фебруара 1314. као епископ бањски био присутан када је умрла његова мајка краљица Јелена, која је сахрањена у манастиру Градац.
Половином 1322. године се поново повукао у Хиландар и хумску епархију уступио епископу Стефану Пекпалу. После смрти архиепископа Никодима, Данило је 14. септембра 1324. године изабран за једанаестог архиепископа српског. Столовао је у Магличу.
Као архиепископ посветио се изградњи нових цркава и обнављању старих. Под његовим надзором зидани су манастир Дечани и манастир Бања. У династичким сукобима наступао је као помиритељ, измирио је краља Драгутина и краља Милутина, затим Милутина и Стефана Дечанског. У монашком животу био је строги подвижник, имао је „дар суза“.
Преминуо је ноћу између 19. и 20. децембра 1337. године.
Српска православна црква га је прогласила за светитеља и његов дан слави 20. децембра по црквеном, то је 2. јануара по грегоријанском календару. Одбор Српске академије наука и уметности га је крајем 20. века уврстио у 100 најзнаменитијих Срба.
У децембру 1987. године поводом 650 година од његове смрти одржан је међународни научни скуп у организацији САНУ. Постоји и зборник тог скупа.

## Књижевни рад
Написао је шест житија (Житије краљице Јелене, 1317, Житије краља Драгутина, 1320/1330, Житије краља Милутина, 1324, Житије архиепископа Арсенија I, Житије архиепископа Јоаникија и Житије архиепископа Јевстатија I, сва три између 1324. и 1327) и две службе (Служба архиепископу Арсенију и Служба архиепископу Јевстатију, оба пре 1324). Житија чине језгро зборника Животи краљева и архиепископа српских (тзв. Даниловог зборника, у народу познатог као Цароставник, изд. Ђуро Даничић Београд и Загреб 1866), који је кодификован вероватно тек после 1375. и који садржи и књижевне радове тзв. Данилових настављача. У том смислу овај зборник представља Данилово настојање да створи неку врсту српског пролога. У књижевном погледу, Данилова житија су прекретница у односу на житијни жанр који се у Србији до њега неговао и који се ослањао на византијску хагиографску схему (Свети Сава, Стефан Првовенчани, Доментијан, Теодосије): Данило је писао о личностима које је непосредно познавао, па његова житија имају не само мемоарске одлике и живо оцртане ликове великаша, ратника, духовника и др. пишчевих савременика, него и мозаичку и сложену композицију какву је захтевао пишчев књижевни поступак (већа целина састављена је од више мањих житијних текстова и меша више жанрова: молитве, плачеве, похвале, дијалоге писца са својом душом, поученија, исповедања и др). Складно композиционо смењивање хагиографског и химнографског жанра нарочито је видно у Житију краљице Јелене, највишем домету Даниловог дара, где долазе до изражаја „преокупације светогорског ученог монаштва које су у то време и нешто касније постале основ паламитске исихастичке теологије“ (Димитрије Богдановић). Богатство Јеленине духовности у овом житију, продубљивање унутрашњег живота својих јунака уопште и тежња ка развијању књижевних слика и сцена још више приближава Данилово дело одмереном психологизму у поетици и идеологији исихазма и једном особеном и снажном спиритуализованом књижевном изразу који се све више разликује од наративности Теодосијевог типа и који ће отворити нов пут Даниловим настављачима. Службе је Данило писао за црквене потребе, поготову за утврђивање култа св. Арсенија, наследника св. Саве на архиепископској столици. Без поетских узлета једног Доментијана или књижевне виртуозности Теодосијеве, Данилова поезија ипак обилује метафорама и атрибутима, тежи узвишеном поетском изразу и величању духовних вредности ликова и, као и у житијима, демонстрира „вештину да се са мало речи доста каже”, употпуњујући тако „свестрани литерарни профил најзначајнијег српског писца ХIV в.“ (Дамњан Петровић).

## Превод на савремени српски језик
- Животи краљева и архиепископа српских. Превео др Лазар Мирковић. Предговор написао др Никола Радојчић. Београд, СКЗ, 1935.
- Животи краљева и архиепископа српских. Службе. Приредили Гордон Мак Данијел, Дамњан Петровић, данашња језичка верзија Лазар Мирковић, Димитрије Богдановић, Дамњан Петровић. Београд, Просвета, СКЗ, 1988, Стара српска књижевност у 24 књиге, књ. 6.